# Hesperoyucca newberryi

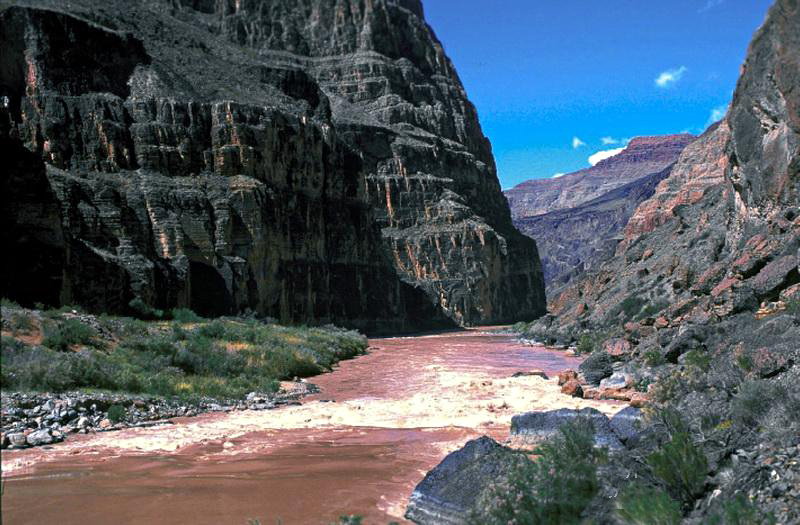
Yucca whipplei subsp. newberryi: Lokalität, wiederentdeckt von F. Hochstätter in den 90er Jahren im inneren Grand Canyon, Arizona

Hesperoyucca newberryi ist eine Pflanzenart der Gattung Hesperoyucca in der Familie der Spargelgewächse (Asparagaceae). Ein englischer Trivialname ist „San Rafael Mountains Yucca“. Der Name wurde zu Ehren des Entdeckers Newberry gewählt. 

## Beschreibung
Die monokarpe Hesperoyucca newberryi wächst einzeln. Die steifen, flexiblen, fein gezahnten, blauen Laubblätter sind 20 bis 60 cm lang und an der Basis 2 bis 3 cm breit.
Der verzweigte Blütenstand wird 2 bis 3 Meter hoch. Die glockenförmigen, cremefarbenen Blüten messen bis 3,5 cm in der Länge und im Durchmesser. Die Blütezeit reicht von April bis Mai.
Sie sind selten in den Sammlungen in Europa.

## Systematik und Verbreitung
Hesperoyucca newberryi ist in den USA in Arizona an exponierten Stellen in Höhenlagen bis 1400 m verbreitet. Sie wächst dort endemisch, vergesellschaftet mit verschiedenen Kakteenarten.
Die Erstbeschreibung durch Susan Adams McKelvey wurde 1947 veröffentlicht. Karen Husum Clary stellte die Art 2001 in die Gattung Hesperoyucca.  Ein nomenklatorisches Synonym ist Yucca whipplei subsp. newberryi Hochstätter (2000).